# Psoraceae
Psoraceae is een botanische naam voor een familie van korstmossen behorend tot de orde Lecanorales. Het typegeslacht is Psora. De familie bestaat uit zeven geslachten 32 soorten (peildatum maart 2023).

## Geslachten
De familie bestaat uit zeven geslachten:
1. Brianaria (4)
2. Eremastrella (1)
3. Glyphopeltis (1)
4. Protoblastenia (8)
5. Protomicarea (3)
6. Psora (14)
7. Psorula (1)